# Тулат (Красноярский край)
Тулат — посёлок в Ачинском районе Красноярского края России. Входит в состав Лапшихинского сельсовета.

## География
Посёлок расположен в 38 км к северо-востоку от райцентра Ачинск.

## Население
| 1989 | 2002 | 2010 |
| ---- | ---- | ---- |
| 37   | ↘30  | ↘3   |

Гендерный состав
По данным Всероссийской переписи населения 2010 года 1 мужчина и 2 женщины из 3 чел.